# Unknown Hinson
Unknown Hinson   (Albemarle, 27 d'octubre de 1954) és un actor de doblatge, cantant i guitarriste estatunidenc: de nom real Stuart Daniel Danny Baker, Hinson és donà a conéixer en la sèrie animada Squidbillies,
en la qual fa la veu del protagoniste, Early Cuyler; a més, Hinson és promotor oficial de Reverend Guitars i té un model de guitarra propi.

## Biografia
Nascut en una família de músics, son pare li ensenyà a tocar la guitarra com si fóra destre, encara que Danny és esquerrer; també tocà la bateria en un conjunt amb els seus germans; l'any 1979, Baker es traslladà a Nova York, on treballà dos anys com a músic d'estudi i al davant de la seua pròpia banda, però com el jornal només li aplegava per a pagar el lloguer i el menjar, se'n tornà al seu estat, on acabà tocant en el grup resident d'un bar de Darlington.
Baker s'inventà el personatge d'Unknown en la dècada del 1990 per a un programa d'humor de la televisió pública local de Charlotte (Carolina del Nord), The Wild, Wild South, en el qual ell i el seu mitger Rebel Helms (de nom real Don Swan) interpretaven cançons humorístiques; a la mort de Swan el 1995, el xou passà a dir-se The Unknown Hinson Show i va ser votat millor programa de la televisió pública per Creative Loafing quatre anys seguits.
Després de ser la veu d'Early Cuyer durant quinze anys, el 2020 Baker va ser despatxat de la producció d'Squidbillies en publicar una sèrie de «comentaris sexistes i racistes» contra Dolly Parton i el moviment social Black Lives Matter.
Després que Facebook retirara els escrits ofensius, Baker es disculpà, alhora que Reverend també li retirà el suport com a patrocinador.

## Discografia
| • 21 Chart Toppers (LP/K7, 1994) |
| --- |
| (SDBCA-0018) 1. You Ain't Callin' the Law 2. I'll Soon Get My Revenge 3. Get the Hell on 4. It Don't Bother Me 5. Wild Wild South 6. Baby 7. When I Get Out 8. Halloween Song 9. Put Down Your Picket Sign 10. Love on Command 11. Shimmy Shimmy Baby Lou 12. I'm the King 13. Mona Marie 14. Baby (Let's Play Rough) 15. Knock Down, Drag Out Love Life 16. She's A Lotta Woman 17. Be the Woman 18. I Ain't Afraid of Your Husband 19. Dirty Dog 20. Black & Blue Christmas 21. Don't Want No Trouble |

| • The Future Is Unknown… (CD/LP, 1999) |
| --- |
| (URCD2628) 1. Venus Bound 2. I Make Faces (When I Make Love) 3. Desert Luau 4. In the Trunk of My Cadillac Car 5. Man to Man 6. Closer to the Light 7. Don't Bite the Lips that Kiss You 8. Foggy Windows 9. Silver Platter 10. Put Out or Get Out 11. Sweet Pain 12. Hippie Gir 13. My Heart's on the Line 14. Fish Camp Woman (Live) 15. Pregnant Again 16. Rock 'n' Roll is Straight from Hell 17. Don't Look at Me 18. Theme from "The Unknown Hinson TV Show" (Instrumental) |

| • Rock 'n' Roll Is Straight from Hell (EP, 2002) |
| --- |
| (7243-5-43052-2-1) 1. Silver Platter (en directe) 2. Don't Bite the Lips that Kiss You 3. It Don't Bother Me 4. Lingerie (en directe) 5. Love on Command 6. Rock 'N' Roll Is Straight from Hell |

| • Target Practice (2006) |
| --- |
| (CCRCD-0101) 1. From Jail to Hell 2. I Won't Live in Sin with You 3. I Don't Take Dope 4. Stalkin' The Wild She Beast 5. Sex Toy 6. Ugly Things 7. Barbie-Q 8. Talk American 9. Spendin' Life in Prison 10. Satan in A Thong 11. Run like Hell 12. Undead Blues 13. Torture Town 14. I've Been There 15. Alkyhol Withdrawl 16. The King of Country Western Troubodours |

| • Live and Undead (2008) |
| --- |
| (Uniphone Records) 1. Unknown Hinson Theme 2. Silver Platter 3. Peace, Love & Hard Liquor 4. You Ain't Callin' The Law 5. Train Time/ I Fought The Law 6. Fish Camp Woman 7. Rock 'n' Roll Is Straight from Hell 8. Ugly Things 9. Undead Blues 10. I Ain't Afraid of Your Husband 11. Your Man... 12. I Make Faces (When I Make Love) 13. Polly Urethane 14. Barbie-Q 15. Alkyhol Withdrawal 16. Lingerie 17. Foggy Windows 18. I Cleaned Out a Room (in My Trailer for You) 19. Hippie Girl 20. The King of Country Western Troubadours |

| • Reloaded (2012) |
| --- |
| (UBACD202) 1. Human Oddity 2. Spittin' on My Grave 3. Before Your Husband Gets Home 4. In My Head 5. Nothin' Goin' On Down There 6. To Hell with What You Want 7. Fetch It for Me 8. Unlock This Bathroom Door 9. A Smart-Ass Yankee (in A Rebel Court) 10. Robot Girl 11. With His Money (and Your Love) 12. Out on My Patio 13. Sunday in The South |

| • Live& Undead II (2020) |
| --- |
| () 1. Intro Theme 2. Silver Platter 3. Peace, Love & Hard Liquor 4. You Ain't Callin' The Law 5. Train Time/ I Fought The Law 6. Your Man… 7. Fish Camp Womern 8. Pregnant Again 9. Get The Hell One 10. Love on Command 11. Shimmy, Shimmy Baby Lou 12. Ugly Things 13. It Don't Bother Me 14. Dirty Dog 15. Polyurethane 16. Lingerie 17. Foggy Windows 18. I'm The King 19. Trunk oOf My Cadillac Car 20. Hippie Girl 21. The World Unknown 22. Blue Noir (instrumental) |